# Mladinski opus Frana Saleškega Finžgarja

## ŽIVLJENJE IN DELO
Fran Saleški Finžgar se je 9. februarja 1871 v Doslovičah pri Breznici na Gorenjskem, umrl pa 2. junija 1962 v Ljubljani.
Ljudsko šolo je obiskoval najprej v domačem kraju, nato pa v Radovljici. Gimnazijo je končal v Ljubljani, po končanem bogoslužju pa je služboval pa raznih slovenskih krajih, največ na Gorenjskem. Udejstvoval se je kot pisatelj, dramatik, duhovnik in urednik.
Življenjsko je bil povezan predvsem s kmečkim ljudstvom, dobro je poznal njegove gmotne in duhovne razmere ter mu posvetil velik del svojega slovstvenega dela. Najbolj znane črtice iz kmečkega življenja so: Na petelina, Naš vsakdanji kruh, Sama, Dekla Ančka, Prerokovana, Strici.  Velik uspeh je dosegel s svojimi ljudskimi igrami, z zgodovinsko in sodobno snovjo iz kmečkega življenja: Divji lovec, Naša kri, Veriga, Razvalina življenja. Leta 1906-1907 je objavil najobširnejši spis, zgodovinski roman Pod svobodnim soncem. Bil je tudi urednik Moharjeve družbe in Mladike ter član SAZU od leta 1938. Leta 1951 je prejel Prešernovo nagrado.
Napisal je vrsto pripovedi tudi za mladino, v katerih opisuje naravo, domače živali, rastline, planine, svoje otroštvo … Te pripovedi so: Študent naj bo, Makalonca, Iveri, Leta moje mladosti, najbolj znana pa je Gospod Hudournik.
Fran Saleški Finžgar je realistični pisatelj, ki je napisal veliko ljudskih del, v njih uporabil kmečki jezik in jih namenil mladini in odraslim bralcem.

## ANALIZA OPISA MLADINSKIH DEL
Ker je bil kot otrok in tudi kasneje v življenju tesno povezan s kmečkim življenjem in ljudstvom, še posebno njegova mladinska dela vsebujejo kmečko obarvan jezik in slog.
ŠTUDENT NAJ BO:Zgodba je Finžgarjeva avtobiografska povest. Opisuje prvo leto šolanja v Ljubljani, razklanost med domom in Ljubljano, med kmečkim in mestnim življenjem.
GOSPOD HUDOURNIK:Avtor tudi tu opisuje med drugim tudi sebe, saj je tudi sam imel pred vojno na Zabreški planini pod Stolom kočo z imenom Murka. Povest Gospod Hudournik je opis narave, kako lepa je in kako premalo jo cenimo.
LETA MOJE MLADOSTI IN IVERI: Avtor piše o mladostnih spominih, o svojih starših, dedu, bratu Janezu, šolanju, domačih planinah, živalih, rastlinah…
O pisanju je pisatelj dejal:  »Oj ljubi moji, pisanje količkaj dobrih povesti je težko delo. Starčki nismo za to nič več sposobni. V starosti nam uhajajo misli le nazaj v mlada leta. Iz teh vam poskusim napisati nekaj zgodbic. Vse to je izklesal čas iz mojega življenja; zato jim pravim – IVERI.«
MAKALONCA: Je malo nenavadna, saj tu ne najdemo motivov iz kmečkega ali avtorjevega življenja. Govori o kraljevem sinu, ki je odšel po svetu služit kruh, se zaljubil v cesarjevo hčer, naletel na kup nesreč, na koncu pa se le poročil in srečno živel.
VRBENSKI OVČAR: Ta novela je primer zgodnje Finžgarjeve mladinske pripovedne proze. Zgodba se godi v Vrbi, ki je od pisateljevih Doslavč oddaljena  le kilometer. Zgodba ni avtobiografska, vsebuje pa motive iz kmečkega-planinskega sveta.

## INTERPRETACIJA DEL
MAKALONCA: Zgodba govori o kraljevem najmlajšem sinu Petrusu, ki je odšel od doma služit kruha in denarja, ker oče ni vedel kako bi ga zaposlil. Najprej se je preizkusil v kovaštvu kjer je bil izredno uspešen, potem v tesarstvu, in nato še v viteštvu. Povsod je bil zelo  uspešen, vendar zaradi hudobnih in nevoščljivih gospodarjev primoran oditi. Kasneje v nekem boju spozna cesarično Makalonco, ker on ni bogat in njen oče ne bi dovolil poroke skupaj pobegneta. Ta čas pa Petrus izgubi prstan, ki mu ga je dala mati in ga pojde iskat, Makaklonco pa med spanjem pusti samo. Ker ga je na morju doletela nesreča se dolgo ne vrne, Makalonca pa misli da jo je zapustil. Po dolgem čakanju se odpravi na pot iskati dela saj ve, 
da se domov ne more vrniti. Usoda je hotela, da se je prav pri Petrusovi materi zaposlila kot spletična. Ko se je Petrus vrnil domov k materi in zagledal Makalonco pri njej je bil presrečen. Za nagrado v nekem boju ko je kralju rešil premoženje, kralj pa ni imel svojega naslednika se je odločil da vse bogastvo zapusti Petrusu. Po veselem srečanju je na svoj grad odpeljal mater in Makalonco, tam so srečno živeli naprej.
ŠTUDENT NAJ BO: Zgodba govori o prvem šolskem letu v Ljubljani. Avtor opisuje kako mu je bilo v gimnaziji ker ni znal nemščine in latinščine, kako je bil zaznamovan že samo s tem da je sedel v zadnjih dveh klopeh, kjer so lahko sedeli le otroci s podeželja, tisti otroci ki njihovi starši niso imeli denarja, oz. so ga imeli komaj za preživetje in plačevanje šolnine. Opisuje tudi življenje v študentski sobi pri gospodarici Regini in s stanovalci. Fantom je bilo ime Jaka, Pepe, Julijo. V zgodbi velikokrat omeni svoje domotožje, pomanjkanje pravih in poštenih prijateljev, omeni da ga gledajo postrani že samo zaradi obleke, pri profesorjih pa je manj vreden od meščanskih otrok. Sostanovalci mu predstavljajo skušnjavo in zaradi njih zanemarja šolske obveznosti, s tem pa tudi sam zelo trpi daj se zaveda da oče in mati trdno delata da lahko plačujeta njegovo šolanje. Zelo mu je hudo, ko se ob koncu leta vrne domov, letnika pa ni izdelal. Domači župnik fanta podpre, staršem pa zagotovi, da so za neuspeh v veliki meri krivi sostanovalci, in jim zagotovi da bo tokrat primerno stanovanje poiskal on.
In res, Franceta naslednje leto vpišejo ponovno v prvi letnik, fant pa je ob koncu leta odličen.
GOSPOD HUDOURNIK: Gospod Hudournik je sinonim za gospoda Kališnika, ki je mestni uradnik. Vseskozi je hrepenel po planinah in gorskem zraku medtem ko je cele dneve preživljal v pisarn sredi Ljubljane. Po dolgem sanjarjenju si je končno postavil majhno hišico ki jo je poimenoval Murka po gorskih rožah. Ko se je odpravljal na dopust je na vlaku srečal nekdanjo sošolko, ki mu je prodala psa, zraven pa ga nagovorila da je čistokrven. Psa je poimenoval Lisko in ga zelo vneto in vztrajno poučeval. Lisko se je lepo učil, ko pa je gospodar zvedel da je navaden mešanček, ni bil prav nič razočaran celo ponosen je bil na Liskota, ki je bil res izjemno pameten in iznajdljiv. Gospod Hudournik in Lisko v planinah in okolici Murke izjemno uživata, srečujeta se z raznimi dogodivščinami, manjšimi nesrečami, ki so vselej koristne in predvsem poučne za Liska, hodita nabirat zdravilne rožice, se srečujeta s kačami, martinčki, jeleni, mačkami, kokošmi, polhi in miškami. Dobita tudi goste z mesta, ki pa jih nista ravno navdušena saj kvarijo njun vsakdan. Ko se po prelepem dopustu vračata nazaj v Ljubljano sta oba žalostna, skrivno pa se že veselita prihodnjega dopusta.
VRBENSKI OVČAR: Vrbenski ovčar z domačim imenom Rokica je bil preprost kmečki človek. Ni bil poročen, skromno je živel s svojo sestro Mreto, večino časa pa je preživel v planinah, kjer je pasel ovce. Nekega dne je na pašniku našel majhnega zapuščenega otroka. Ker se oče in mati nista javila, se je odločil da ga bo vzgajal sam. Na začetku mu je pomagala dekla Marina kasneje pa sestra Mreta. Fanta je poimenoval v Izidorja. Večino časa je s svojim skrbnikom preživel v planinah in postajal odličen ovčar. Bil je deležen goreče ljubezni in preživljal brezskrbno otroštvo. Nekega dne se pojavi Izidorjev pravi oče in ga odpelje s seboj. Ker pa je vedel da brez Vrbenskega ovčarja Izidor ne bi nikoli zrasel v tako zdravega fanta, mu je bil iskreno hvaležen in mu plačeval, da je lahko Rokica na stara leta dostojno živel. Tudi Izidor ni na svojega skrbnika in njegovo ljubezen nikoli pozabil, in ga v znak hvaležnosti redno obiskoval.
LETA MOJE MLADOSTI: Tu so zbrani pisateljevi spomini v katerih najbolj neposredno piše o sebi, o svojih starših in dedu, o domu in svojem prvem šolanju do prihoda v Ljubljano. Osrednji del pisateljevih spominov so spomini na očeta in mater. Zgodbe ki so v spominih opisane imajo spodnje naslove:
Vas Dosloviče:
Opis rojstne vasi, kdaj in kako je dobila to ime.
Francetov France: Govori o otroštvu svojega očeta, opiše njegovo pašništvo pa tudi to, da se je zelo hitro učil očetove obrti in sicer šiviljstva.
Moja rojstna hiša: Opiše okolico in notranjost rojstne hiš, bila je lesena in le ometana, ima krušno peč, veliko javorjevo mizo ob kateri je šivaril oče , stratve…
Smrtni otet: Opiše svoj težak porod ob katerem bi z mamo skoraj oba umrla. Vsi so bili mnenja da sta z materjo preživela le po čudežu.
Moja mladost in moj oče: Pove, da je bil oče izredno spreten pri vseh opravilih, kako sta popravljala dimnik, kako se je učil šivati.
Svojemu očetu: Še enkrat poudari očetovo marljivost, pove mu da ga neizmerno ceni.
Miklavžev nožič: Pove kako je bil vesel Miklavževega darila, kako je nožek kar sam od sebe začel rezlajti po mizi in kako ga je na to porednost opozoril oče.
Tretjinek: Zgodba govori kako sta s stricem pasla krave in kako ga je stric med nevihto kar pustil samega, da ga je bilo zelo strah, stric pa je ta čas v krčmi pil žganje.
Lipa vabi: Opiše kako so se z vaškimi dečki igrali in kako si je pri odskoku z lipe nerodno zlomil roko.
Prvi tobak: Očetu je med spanjem ukradel pipo in celo pokadil, pove da mu je bilo tako slabo, da je moral cel dan ležati, otroke pa na koncu zgodbice posvari naj se ne lotevajo kajenja.
Zapeljive borovnice: Z očetom sta odšla v gozd in oče ga je poslal malo višje v gozd po sekiro. Zraven sekire so rasle borovnice začel jih je nabirati in se vse bolj pomikal v gozd, dokler se ni izgubil. Ko ga je našel oče je bil ves srečen in pomirjen.
Vaški ptičarji:  S fanti z vasi so v ptičja gnezda nosili jajca kokoši, potem pa nestrpno čakali do izvalitve. Zato so pravili, da je kakšen petelin še posebno jezen saj naj bi se izvalil v kraguljvem gnezdu.
Zdravnik in učenik: Nekoč sta z materjo odšla k zdravniku, ker se je slabo počutil, zdravnik pa je materi rekel, da zdravilo za fanta raste v gozdu in sicer to zdravilo je leskova šiba.
Slovenski Korotan: Govori o zgodovini slovenskega naroda, govori pa tudi o tem ko je šel služit k nemškemu gospodarju z namenom da se nauči nekaj nemščine, opiše svoje trpljenje in domotožje po domu.
Medved čebelar: Medvedje so sladkosnedi  in so včasih uničili veliko čebelnjakov. Zgodba govori kako je Anton Janša nastavil medvedu past, med pa rešil pred izgubo.
Pogumni jahač: Opiše kako je jahal bika, ki ga to ni čisto nič motilo. Vendar bi skoraj prišlo do nesreče saj je neki fant dražil tega bika, ta pa se je že pripravljal za napad. K sreči pa je vmes posegel gospodar pašnika in fanta zgrabil za lase, bik pa se je umiril.
Moje živali: V naslednjih zgodbah opiše svoje živali, živali ki jih je srečeval kot otrok in jih nabiral kot študent prvošolec.
Na medvedjem lovu: Opiše kako je šel na lov za medvedom, ko je bil že duhovnik v Želimljah. In opiše svoj strah, ko je medveda res videl, kajti bil je brez puške.
Lisica pri lovskem obedu: Bil je na lovu pod Mokrcem, in po lovu je najstarejši logar Lenič vsem lovcem pripovedoval zanimive in razvedrilne zgodbe. Lovci so ga tako vneto poslušali, da njim je ušla lisica, ki so jo prej samo obstrelili.
Moja prva živinica: Opiše življenje s kanarčkom, da sta se odlično razumela in bila najboljša prijatelja, dokler ga ni pojedel sosedov muc.
Moj kuža Jazon: V tej zgodbi pa opisuje življenje s kužkom Jazonom, ki je bil izredno pameten. Odlično sta se razumela, vendar ga je moral oddati saj je tako zahtevala gospodinja hiše. Ljubezen pa je bila prevelika in Jazon je od novih lastnikov ušel na vlak in se vrnil nazaj domov, vsi so ga bili veseli, celo gospodinja.
IVERI: Nekaj zgodb se ponovi iz zbirke Leta moje mladosti in te so: Prvi tobak, Zapeljive borovnice, Tretjinek, Lipa vabi, Pogumni jahač, Zdravnik in učenik, Slovenski Korotan. Nekaj zgodb pa je novih in te so.
Bralcem: Opiše da današnja mladina rada bere, da so oni imeli le Abecednik in berilo.
Prvi čevlji: Bil je na obisku pri svoji teti, njena petletna hčerka pa je dobila prve čeveljčke, ki jih je ponosno razkazovala naokoli, ker je bila tako vesela se je na pragu spotaknila, teta se je zasmejala in rekla, da se mora človek v življenju marsikaj naučiti, celo nošnje prvih čevljev.
Izgubljeni sin: Bajtarici Neži se je na poti domov izgubil sin, iskala ga je cela vas. Ko so ga našli je bil fant prestrašen, mati pa zelo srečna, ko je spet zagledala sina.
Na racke: Zgodba govori o vaškem tolmuni v katerem so bile racke in o priseljenih otrocih, ki so te racke obmetavali s kamenjem. Na srečo je to videl gospodar in fantom navil uhlje, tako da njim kaj takega ni več prišlo na misel.
Pod konji: Ko je svoje sošolce peljal v gore je sošolec Dolfe splezal kobili na hrbet, ta pa ga je vrgla na tla in ga preskočila za njo pa še drugi konji, Dolfe se je ustrašil, na koncu pa so se vsi smejali saj na srečo ni bilo nič hudega.
Ponosni padar: Sin dunajskega ministra si je zlomil nogo, zdravniki pa ga niso prav pozdravili, zato je fant šepal. Pozdravil pa ga je vaški samouk. Minister je bil tako vesel, da ga je povabil na Dunaj, kjer bi od pravih zdravnikov dobil dovoljenje da bi za svoje zdravilstvo dobil tudi plačilo. Ponosni padar pa je rekel, da ga tisti, ki zlomov ne znajo zdraviti prav, že ne bodo učili in je ostal doma.
Pri košutji luži: Dva fanta sta se pri košutji luži-tako so ji rekli, ker so se tu dobili mrtvo košuto, spopadla z medvedom. Najmočnejši fant Luka je na koncu pretepa, ko sta z Urhom medveda premagala rekel, da se nobenega fanta ne ustraši in se je z vsemi pripravljen spopasti, vendar da, pa se z medvedom ne bo nikoli več tepel.
º